# Wemmel
Wemmel es un municipio belga perteneciente a la provincia de Brabante Flamenco, en el arrondissement de Halle-Vilvoorde.
A 1 de enero de 2018 tiene 16 347 habitantes.
Se ubica en la periferia septentrional de Bruselas, al noroeste de Laeken en la carretera que lleva a Merchtem. Su superficie es de 8,74 km².
Está catalogado como municipio con facilidades lingüísticas, ya que existe aquí una pequeña comunidad francófona. Wemmel es el lugar de origen de los cantantes Nicole & Hugo y Lize Marke.

## Demografía

### Evolución
Todos los datos históricos relativos al actual municipio, el siguiente gráfico refleja su evolución demográfica, incluyendo municipios después de efectuada la fusión el 1 de enero de 1977.
| Gráfica de evolución demográfica de Wemmel entre 1846 y 2020 |
|                                                              |